# 786
786 (DCCLXXXVI) je bilo navadno leto, ki se je po julijanskem koledarju začelo na nedeljo.

## Dogodki
- Harun Al Rašid postane bagdadski kalif.

## Rojstva
- 14. september - Al-Mamun, Abasidski kalif in mecen († 833)